# Гарси, Тони
Энтони Майкл (Тони) Гарси (англ. Anthony Michael (Tony) Garcy, род. 20 июня 1939, Рей, Аризона) — американский тяжелоатлет. Участник летних Олимпийских игр 1964 года, чемпион Панамериканских игр 1963 года.

## Биография
Тони Гарси родился 20 июня 1939 года в городе Рей в Аризоне (сейчас не существует).
Окончил Западно-Техасский колледж и Техасский университет в Эль-Пасо. Работал учителем.
Выступал в соревнованиях по тяжёлой атлетике за клуб «Йорк Барбелл» из Йорка. Трижды становился чемпионом Любительского спортивного союза в лёгком весе (1960, 1962—1963).
В 1963 году завоевал золотую медаль Панамериканских игр в Сан-Паулу в весовой категории до 67,5 кг, подняв в сумме троеборья 380 кг (122 кг в жиме, 112,5 кг в рывке, 142,5 кг в толчке).
В 1964 году вошёл в состав сборной США на летних Олимпийских играх в Токио. Занял 4-е место в весовой категории до 67,5 кг, подняв в сумме троеборья 412,5 кг (127,5 кг в жиме, 125 кг в рывке, 160 кг в толчке) и уступив 20 кг завоевавшему золото Вальдемару Башановскому из Польши.

## Личные рекорды
- Троеборье — 412,5 кг[1]
- Жим — 127,5 кг[1]
- Рывок — 125 кг[1]
- Толчок — 160 кг[1]